# 樊子鵠
樊 子鵠（はん しこく、? - 535年）は、中国の北魏末の軍人。本貫は代郡平城県。

## 経歴
平城鎮長史の樊興の子として生まれた。六鎮の乱が起こると、并州に移り、爾朱栄に召されて都督府倉曹参軍となった。527年冬、爾朱栄の使者として洛陽を訪れた。霊太后の謁見を受けて気に入られ、直斎に任ぜられ、南和県開国子に封ぜられた。爾朱栄の下で行台郎中となり、上党郡太守を代行した。528年、爾朱栄が洛陽に向かうと、子鵠は仮節・仮平南将軍・都督河東正平軍事・行唐州事となった。唐州刺史の崔元珍が門を閉ざして入れようとしなかったので、子鵠は唐州を攻め落とした。
孝荘帝が即位すると、子鵠は平北将軍・晋州刺史に任ぜられ、永安県開国伯に封ぜられ、尚書行台を兼ねた。529年、元顥が洛陽に入ると、薛修義と陳双熾らが元顥の下について晋州城を攻撃してきた。子鵠は城を出て戦い、薛修義らを破った。功績により撫軍将軍に任ぜられた。間もなく召還されて都官尚書・荊州大中正に任ぜられた。後に右僕射を兼ね、行台となり、賈顕智らを率いて呂文欣を東徐州で討って平定した。帰還すると、車騎将軍・左光禄大夫の位を受け、南陽郡開国公に封ぜられた。尚書のまま、仮の驃騎大将軍となり、都督を務めた。爾朱栄は晋陽にいたので、洛陽のことは、子鵠に委ねられた。後に散騎常侍・殷州刺史に任ぜられて出向した。旱害が起こったので、子鵠は民衆が流亡するのを恐れて、貧者に穀物を貸し与え、人や牛を労働力として派遣して、殷州の安定を維持した。
530年、爾朱栄が殺害されると、爾朱世隆らが信書を送って子鵠を招いたが、子鵠は従わなかった。子鵠の母が晋陽にいたため、子鵠は彼女を河南に移すよう爾朱氏に要求した。孝荘帝は子鵠の態度を賞賛して、車騎大将軍・豫州刺史・仮驃騎大将軍・都督二豫郢三州諸軍事に任じ、尚書右僕射・二豫郢潁四州行台を兼ねさせた。子鵠が汲郡にいたとき、爾朱兆が洛陽に入ったことを聞くと、黄河を渡って爾朱仲遠と面会した。爾朱仲遠は子鵠を汲郡に駐屯させた。爾朱兆は子鵠を洛陽に召し出すと、かつて爾朱氏にさからったことを責め、その部衆を奪って晋陽に送ろうとした。ときに紇豆陵歩藩の乱が起こったので、子鵠は都督となり、食糧や武器を徴発した。侍中・御史中尉・中軍大都督となり、元曄に従って洛陽に向かった。
532年、尚書左僕射・東南道大行台を兼ね、爾朱仲遠を追討した。爾朱仲遠が南朝梁に亡命すると、子鵠はその兵員や武器を収容した。ときに南朝梁の武帝が元樹を派遣して北魏に侵入させ、譙城を落とした。子鵠は元樹を攻撃して破り、譙城を包囲した。儀同三司の位を加えられた。兵を分遣して南朝梁の苞州・然州・宕州・大澗・蒙県の5つの城を落とすと、元樹は孤立無援となった。子鵠は人を派遣して元樹を説得し、帰国を許す盟約を結んで譙城を明け渡させた。元樹の兵の半数が退出したとき、子鵠は攻撃をしかけ、元樹と南朝梁の譙州刺史の朱文開を捕らえた。凱旋すると、吏部尚書となり、尚書右僕射に転じた。間もなく驃騎大将軍・開府儀同三司の位を加えられた。
青州の耿翔が北魏に叛いて南朝梁に亡命すると、南朝梁の武帝が兵を貸して膠州に拠らせた。子鵠は持節・侍中・青膠大使に任ぜられて、耿翔を討った。子鵠の軍が青州に到着すると、耿翔は逃亡した。子鵠は余官はもとのまま兗州刺史に任ぜられた。
534年、孝武帝が関中に入ると、子鵠は兗州に拠って東魏に叛いた。南青州刺史の大野抜や徐州の劉粋らが子鵠についた。婁昭らが兵を率いて子鵠を攻撃してきた。婁昭は東平郡に駐屯していた元膠州刺史の厳思達を攻め落とし、そのまま子鵠を包囲した。城は長らく陥落しなかったので、婁昭は城に水をそそいだ。535年、孝静帝は子鵠を降伏させようと、散騎常侍の陸琛と黄門郎の張景徴に璽書を託して子鵠のもとに派遣したが、大野抜が側近に子鵠を斬らせて降伏した。

## 伝記資料
- 『魏書』巻80 列伝第68
- 『北史』巻49 列伝第37